# Lago di Brienz
Il lago di Brienz (in tedesco: Brienzersee) è un lago alpino situato nell'Oberland Bernese in Svizzera. Posto interamente nel distretto d'Interlaken, prende il nome dalla città di Brienz, situata sul bordo del lago; è un lago naturale formato dal corso del fiume Aar appena prima che il fiume formi il lago di Thun. I comuni che si affacciano sul lago sono: Bönigen - Brienz - Iseltwald - Niederried bei Interlaken - Oberried am Brienzersee - Ringgenberg.